# Rosa Plaveva
Rosa Plaveva, född 1878, död 1970, var en makedonsk feminist.
Hon var gift med Ilija Plavev och tillsammans med maken verksam inom socialdemokratin. Paret grundade tillsammans det socialdemokratiska partiet i Skopje 1909. Makedonien blev 1918 en del av Jugoslavien. Hon grundade 1920 en kvinnoorganisation för att verka för kvinnors rättigheter, så som frihet från manligt förmynderskap. 